# Pierre-Jean Garat
 (juillet 2018).
Pour les autres membres de la famille, voir Garat.
Pierre-Jean Garat, né Dominique Pierre Jean Garat à Bordeaux le 26 avril 1762 et mort le 1er mars 1823 à Paris, est un musicien et chanteur baryton (ténorisant) français. Des témoins assurent qu’il pouvait chanter en voix de basse-taille tout en ayant une tessiture de haute-contre, probablement en voix de fausset ; sa flexibilité devait donc être surprenante, à l’instar de son confrère Martin.

## Enfance
Aîné d’une fratrie de cinq enfants, bercé selon la tradition par une nourrice ou une mère au chant merveilleux, négligeant les études de droit à Bordeaux voulues par son père Dominique Garat-Ainé, natif d’Ustaritz et avocat au Parlement de Bordeaux, il se consacre très jeune à la musique. Il excelle d’abord à chanter les airs de son pays. 

## Talent
Doué d’une voix exceptionnelle, d’une pureté inouïe, d’une musicalité innée, d’une oreille sans faille, d’une incroyable mémoire — il peut répéter un opéra quasi entier, entendu une seule fois — il chante avec une facilité déconcertante et un instinct infaillible. Ce sont pourtant toutes ces qualités que lui attribuent ses contemporains. Fétis le présente même comme « le chanteur le plus étonnant qu’ait eu la France ». Garat, de son côté, se déclarait volontiers ignorant de la science musicale, bien qu’il ait appris un temps la vocalisation auprès d’un Italien, un certain Lamberti, qui habitait Bayonne, et l’harmonie auprès du directeur du grand Théâtre de Bordeaux, François Beck. Ce dernier personnage, qui fit beaucoup pour la culture musicale de la ville, fut un directeur décisif pour le jeune élève qui lui dut « ce qu’il savait en musique et la direction donnée à son talent ». Le chant de son époque était fondé sur une mélodie simple que l’interprète devait embellir selon son goût et ses possibilités. C’est dans cet art que Garat fut éblouissant et inégalable.

## Ses débuts
En 1782, ayant complètement délaissé le droit contre les volontés paternelles, il est à Paris sans subsides, mais, pendant tout son séjour parisien, il sera soutenu de son oncle Joseph politiquement en place. Introduit bientôt dans les salons et ayant rapidement acquis quelque notoriété en chantant avec deux cantatrices reconnues, mesdames Saint-Huberti et Todi, il fut présenté à la reine Marie-Antoinette qui raffolait du beau chant. Il séduisit l’assistance et gagna le soutien du comte d’Artois. Certains auteurs rapportent que Antonio Sacchini ,qui l’avait accompagné au clavecin, aurait déclaré que « Garat est la musique même ». 

### Cours de chant pour la reine
Pour l’encourager, le comte lui donna un emploi de secrétaire et la reine sera amenée deux fois à payer ses dettes, une pension de six mille livres. Garat fut appelé régulièrement à chanter devant cette dernière, et il conserva toujours de ces exhibitions un souvenir vivace. Il a été dit qu’il donnait des cours de chant à la reine mais Madame Campan, dans ses mémoires, n’est pas de cet avis et rapporte la prudence constante de la souveraine en proie aux médisances, et son grand regret : « Je devais entendre chanter Garat, et ne jamais chanter de duo avec lui ». 

### Réconciliation
Il revint un jour dans son pays natal où un concert y avait été organisé au profit de François Beck, son ancien maître, alors sans plus beaucoup de ressources. À cette occasion, après une prestation mémorable et de haute volée, Pierre-Jean put enfin se réconcilier avec son père qui avait jusque-là résisté même aux instances du Comte d’Artois.

### Les«Muscadins»
En 1783, il devint membre de la loge maçonnique des Neuf Sœurs, et de la Société Olympique en 1786. Il composera, après la journée du 6 octobre 1789 pendant laquelle fut malmenée Marie-Antoinette, la romance Vous qui portez un cœur sensible. Beaucoup d’artistes qui avaient connu ces cénacles de culture raffinée deviendront nostalgiques et se joindront aux rangs des réactionnaires, appelés « Muscadins », tout comme ses collègues et amis, Jean Elleviou et Jean-Blaise Martin.

## Carrière pendant la Révolution
Avant les événements de 1789, il chanta régulièrement en simple amateur et essentiellement dans les salons. Durant le tumulte révolutionnaire, il préféra changer d’air et on le retrouve à Rouen en compagnie du violoniste Pierre Rode du Concert spirituel, lui aussi ancien élève de Beck, avec tous deux le projet en tête de se réfugier en Angleterre. Les deux compères séjourneront environ huit mois dans cette ville et on compte dix-sept concerts à leur bénéfice. C’est sans doute lors de ces tours de chant qu’il se fit inquiéter comme « royaliste ». La légende veut que ce soit pour avoir chanté la Romance de la reine qu’il fut quelque temps emprisonné à Rouen. Il faut tenir compte que ces deux Parisiens fraîchement débarqués avaient inévitablement éveillé la méfiance, puis la suspicion des autorités. Dans sa prison, fidèle à sa protectrice, il écrira une autre romance : Vous qui savez ce qu’on endure.

## Succès
Libéré mais sans argent et sans plus de protecteurs, il partit pour l’étranger pour oublier et se faire oublier, visita entre autres l’Espagne, l’Angleterre et l’Allemagne, des pays où il se fit connaître et obtint le même succès. Il ne revint que sous le Directoire, aux alentours de 1795. Contraint de gagner professionnellement sa vie, il enchaîne les concerts au Théâtre Feydeau et rue de Cléry. Il eut une vogue extraordinaire. Son oncle, nommé comte d’Empire et sénateur, lui fit accorder une pension pour que son neveu ne chantât plus en public comme un vulgaire histrion. Pierre-Jean chanta aux Tuileries devant l’empereur, et devant la reine Hortense qui l’entendit à plusieurs reprises. Sous le Consulat, il eut la faveur de Bonaparte qui aimait l’écouter. Et c’est malheureusement à la même soirée que fut représentée à l’Opéra La Création de Haydn, où Garat tenait le rôle de l’ange Gabriel, et qu’eut lieu l’attentat de la rue Saint-Nicaise.

## Professeur de chant
Secrétaire du comte d'Artois, il sera nommé, en 1816, professeur de chant au Conservatoire de Paris où il perfectionna de nombreux chanteurs chevronnés : Nourrit, Ponchard, Roland, Despéramons, Levasseur, Mlle Chevalier et Mmes Duret, Boulanger, Cinti-Damoreau, Barbier-Walbonne, Rigaud-Pallard, Alexis de Garaudé et Sophie Gail… Fétis, qui l'encense constamment, écrit : « […] il a su mieux qu’un autre […] faire naître en eux le sentiment du beau et leur inspirer la confiance du talent […] Un professeur comme Garat est une espèce de miracle, un effort de la nature ».

### Une icône orgueilleuse

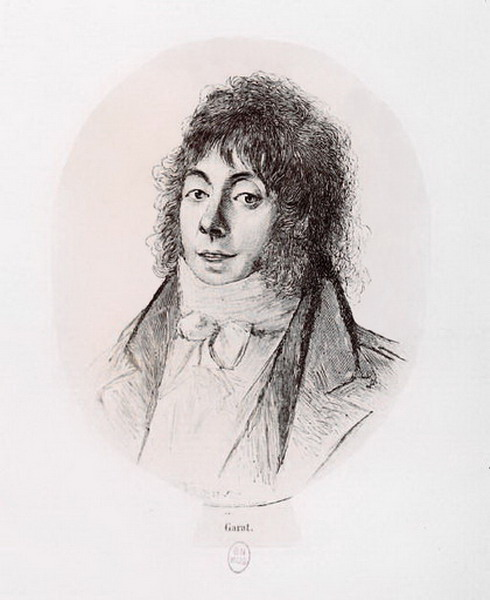
Garat habillé en Incroyable

Exemple type de l’Incroyable et du muscadin, Garat affecta longtemps de ne pas prononcer les « R » quand il parlait, et il est vraisemblable qu’il créât cette mode car on parla alors de « garatisme ». Cependant, il observait la pureté de la prononciation française et la justesse des accents quand il chantait, « signes distinctifs de l’école formée par lui ». Avide de se donner en spectacle, il fut la coqueluche de la jeunesse dorée qui copiait ses tenues vestimentaires extravagantes — cravate nouée obligatoirement à droite, bottes rouges pour femme, lorgnons, boucles dorées, etc. — et sa coiffure (cheveux rapportés en oreilles de chien). Il gardera toujours, même à un âge avancé, l’apparence d'un mirliflore, avec une attitude hautaine et maniérée. « Il eût été difficile de dire ce que Garat estimait le plus de son talent ou de son empire sur la mode ». Cette attitude exhibitionniste et efféminée ne l’empêcha pas d’être très empressé auprès des femmes car il eut de nombreuses liaisons.

## Orgueil et fin de vie
Garat avait aussi la susceptibilité des grands artistes et Léon Techener en donne un exemple : « Garat, à une soirée chez Cambacérès, ayant été prié, après d'autres artistes, de bien vouloir chanter, fit sentir qu'on eût dû l'engager plus tôt. Il tira sa montre et, feignant d'y regarder l'heure, il dit que sa voix était couchée. » Mais le temps passe et les modes changent et, au soir de sa vie, la voix éteinte, artiste oublié et aigri de ne plus être remarqué, il s’exclamait : « Les misérables ! Autrefois, ils m’auraient suivi jusqu’au Bois de Boulogne ! ». Celui qui n’a jamais cessé de chanter et « finit par ne chanter que dans sa tête », mais qui, alors, comme lui-même il le disait : « n’aura jamais mieux chanté », s’éteignit à l’âge de soixante ans.

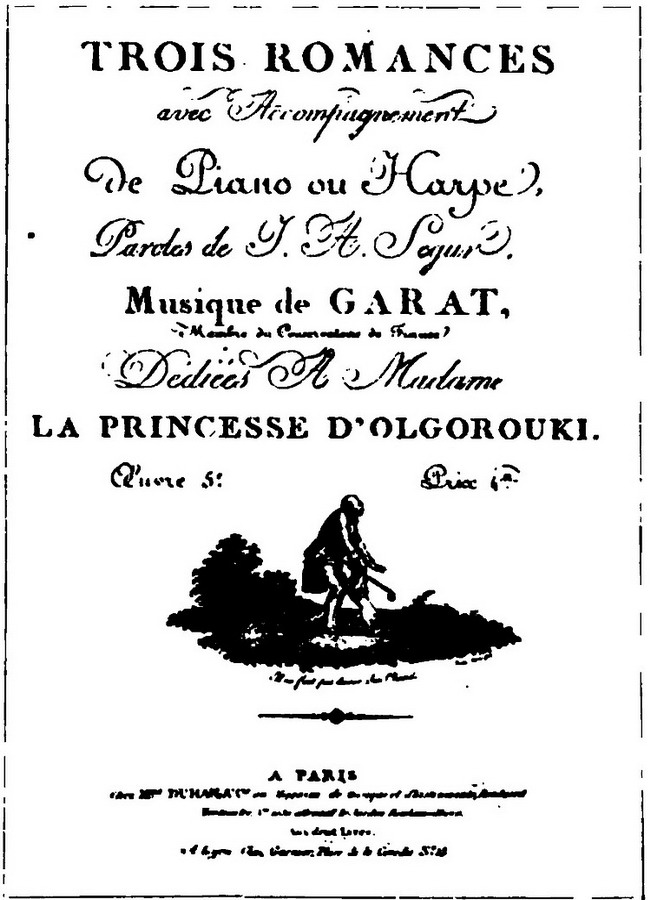
Édition de romances de Garat

## Compositions et interprétations
Peu versé dans l’harmonie mais avec une certaine pratique du piano  qui lui permettait de déchiffrer les partitions, il limita ses compositions qu’on estime à une cinquantaine, aux romances, avec de belles réussites comme : Le Ménestrel exilé, Je t’aime tant (paroles de Fabre d'Églantine), Y sera-t-elle ?, Le Convoi du pauvre, Le Chant arabe, Le Premier Amour, Firmin et son chien (paroles de M. de Ségur), Pauvre Jacques, Le Chevrier, Il était là, Mlle Lafayette…
Certaines de ses chansons à sujets trop allusifs le firent soupçonner, notamment à l'époque du procès du général Moreau, et il y perdit jusqu'à quatorze mois de son traitement de professeur, qui lui fut rendu en 1814 : Bélisaire (paroles de Lemercier), Henri IV à Gabrielle d'Estrées, Bayard…
Le livret de la Fille du régiment (scène III de l'acte II) de Donizetti (1840) fait référence à une de ses compositions : « La Marquise : “Nous allons essayer cette romance nouvelle, d’un nommé Garat, un petit chanteur français.” » Mais il chanta beaucoup de partitions qui n’étaient pas les siennes. Il défendit les musiques de Gluck, de Boieldieu, de Pergolèse, de Haydn… Il admirait par-dessus tout Mozart dont il fut un interprète remarqué.

## Vie privée

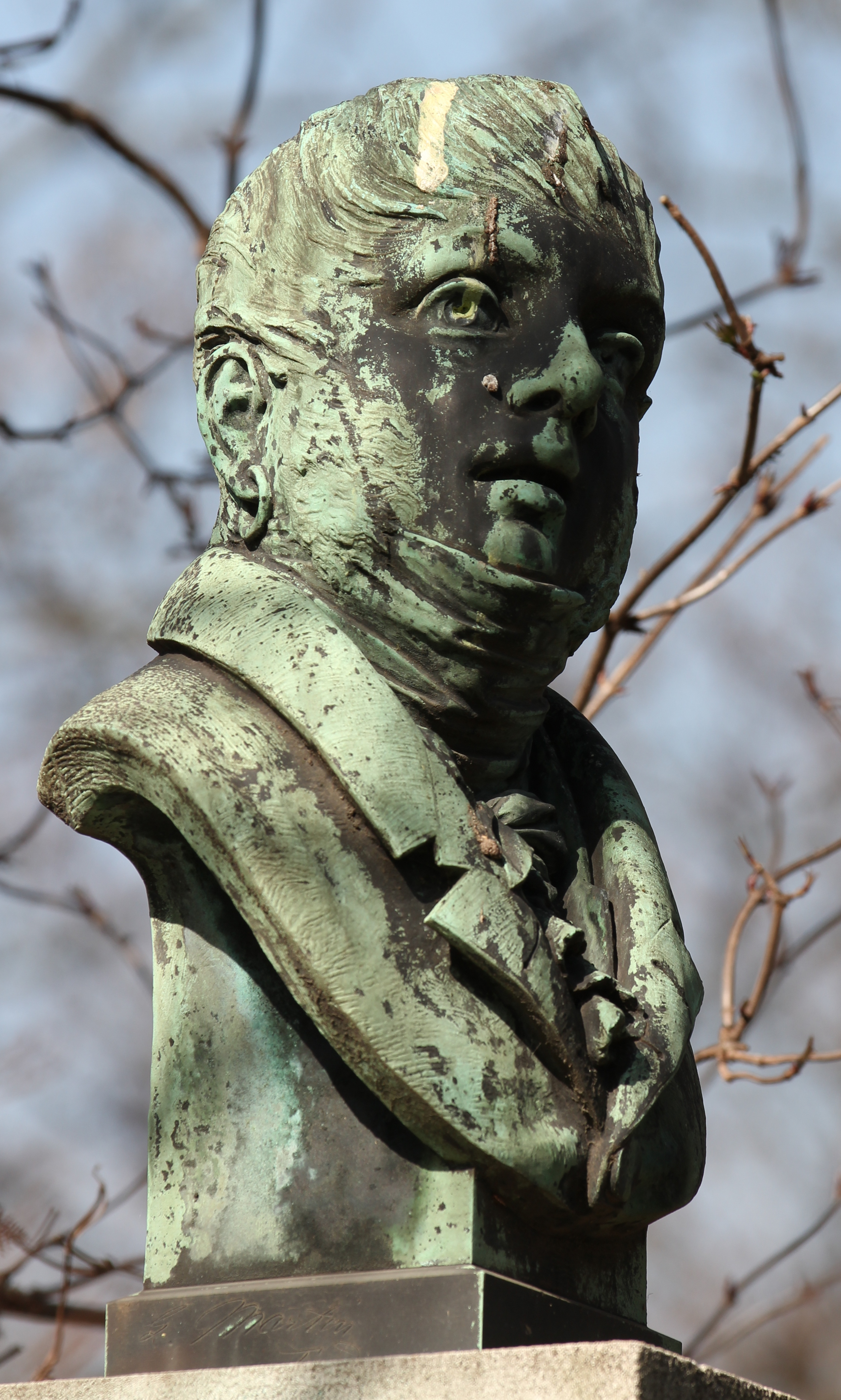
Buste de la sépulture de Pierre-Jean Garat par Vital Dubray au cimetière du Père-Lachaise.

Il épousa sa maîtresse Mlle Duchamp, une jeune contralto qui avait été son élève et qui serait sa veuve. Il avait eu auparavant deux enfants naturels d'une liaison avec une comtesse provinciale venue à Paris, Adélaïde Noyel de Bellegarde dite Adèle de Bellegarde, qui avait eu auparavant une liaison prolongée avec Marie-Jean Hérault de Séchelles. Il est enterré au cimetière du Père-Lachaise près de Méhul et Grétry.

## Voix et expression
« Nul ne saisit mieux toutes les intentions du compositeur et ne les rend avec plus d’expression ».
Garat avait la typologie vocale des chanteurs renommés de son époque, qui correspondait à un style spécifique à la France et qu’on pourrait, selon l'expression de l'époque, appeler « voix concordante », c'est-à-dire voix de peu de volume mais d’une souplesse hors du commun qui s’adapte à presque toutes les tessitures : « …un résumé de toutes les voix, un composé de tous les registres ». Non seulement il passait dans la même soirée, de la voix de basse à celle de soprano, de la voix de ténor à celle de haute-contre mais « de l’expression la plus pathétique à l’expression la plus légère, du style le plus simple à la broderie et à la roulade »

## Critiques
Fétis dans ses Curiosités historiques de la musique disait de Garat : « Sa chaleur entraînante, son débit spirituel, sa prononciation parfaite, et sa richesse d’imagination dans les ornemen[t]s qu’il introduisait dans ses romances, leur donnaient un prix qu’elles n’avaient point quand elles étaient chantées par d’autres ». Appréciant la qualité de son chant, Castil-Blaze lui attribue l’honneur d’avoir fait connaître Mozart à la France. Il eut un art si parfait et une renommée si étendue qu’il peut être considéré comme un des plus grands chanteurs lyriques français. On le surnommait le « Protée musical » ou encore l’« Orphée moderne ».

## Œuvres relatives au personnages de Garat
- Charles Nodier : Le Bibliomane, nouvelle de 1831, dont Garat est le héros.
- Victorien Sardou : Monsieur Garat, pièce de 1860.
- Sacha Guitry : Napoléon, film de 1955 (Luis Mariano y interprète Plaisir d'amour dans le rôle de Garat)

### Sources et bibliographie
- Antoine-Vincent Arnault, Biographie nouvelle des contemporains, 1787-1820, 1827.
- François-Joseph Fétis, Biographie universelle des musiciens et biographie générale de la musique, t. 3, 1862 (BNF 42986517), p. 399-402.
- Jean-Baptiste Labat, Études philosophiques et morales sur l'histoire de la musique, tome 2, 1852.
- Juste-Adrien La Fage, Miscellanées musicales, 1844.
- Pierre Louis Pascal de Jullian, Galerie historique des contemporaines, 1819 et 1823.
- Léon Techener, Bulletin du bibliophile et du bibliothécaire, 1874.
- Henri Welschinger, Le théâtre de la Révolution, 1789-1799, 1880.
- Natalie Morel-Borotra, « Le chant et l’identification culturelle des Basques (1800-1850) », Lapurdum, no  5, 2000, p. 351-381 en ligne.
- Joann Élart, « Circulation des quatre symphonies œuvre VII de Johann Franz Xaver Sterkel de l'Allemagne à Rouen : un itinéraire singulier du goût musical entre 1770 et 1825 », Studien zu den deutsch-französischen Musikbeziehungen im 18. und 19. Jahrhundert, bericht über die erste gemeinsame Jahrestagung der Gesellschaft für Musikforschung und der Société française de musicologie Saarbrücken 1999, Hildesheim, Georg Olms Verlag, 2002, p. 266-281.
- Joann Élart et Patrick Taïeb, « La Complainte du Troubadour de Pierre-Jean Garat (1762-1823) », Les Orages, no 2, L'imaginaire du héros, Besançon, Apocope, mai 2003, p. 137-168 en ligne.
- Natalie Morel-Borotra, « Un élève de Franz Beck à Bordeaux. Quelques notes sur Pierre-Jean Garat », Lumières, no  2 (« Franz Beck, un musicien des Lumières », dir. Alain Ruiz), 2003, p. 81-96.
- Natalie Morel-Borotra, « Comment Pierre-Jean Garat est devenu un chanteur basque : de l’Histoire au(x) mythe(s) », Lapurdum, no  9, 2004, p. 159-179 en ligne.
- Joann Élart, « La mobilité des musiciens et des répertoires : Punto, Garat et Rode aux concerts du Musée », in Patrick Taïeb, Natalie Morel-Borotra et Jean Gribenski (dir.), Le Musée de Bordeaux et la musique 1783-1793, Rouen, PURH, 2005, p. 157-173.
- Joann Élart, « Les origines du concert public à Rouen à la fin de l'Ancien Régime », Revue de musicologie, no 93/1, 2007, p. 53-73.